# 青木昌治
青木 昌治（あおき まさはる、1922年3月6日 - 1991年9月29日）は、日本の電子工学者。

## 経歴
東京出身。東北帝国大学理学部物理学科卒業。1960年7月より東京大学工学部電子工学科助教授、1963年6月より教授を務め、1982年に定年退官。その後、東京理科大学工学部電子工学科の教授を務めた。第12期日本学術会議会員。
1940年代末以降、熱電変換素子の研究で顕著な業績を挙げた。東京大学工学部電子工学科では化合物半導体の発光ダイオードの材料の研究を進めた。
1991年9月29日、甲状腺癌のため死去。

## 著書
- 電子物性工学 コロナ社 (1964年) ISBN 9784339000733
- 応用物性論 朝倉書店 (1969年) ISBN 9784254135565
- 半導体の物理 産業図書 (1969年) 米国半導体電子工学教育委員会 (編集), 青木昌治 (翻訳)
- 気体の物性工学・エネルギー変換 (1969年) 神山雅英 (編集), 青木昌治 (編集) オーム社
- 画像工学 (1972年) 滝保夫 (編集), 青木昌治 (編集), 樋渡涓二 (編集) コロナ社
- 応用物理 3 (1974年) 青木昌治 (著) 朝倉書店 ISBN 9784254135558
- エネルギー論 (1976年) 向坊隆 (著), 青木昌治 (著), 関根泰次 (著) 岩波書店
- 発光ダイオード (1977年) 青木 昌治 (編集) 工業調査会
- オプトエレクトロニックデバイス 昭晃堂 (1986年) ISBN 9784785690236
- 電子材料工学 (1993年) 青木昌治 徳山巍 電気学会 ISBN 9784886861412

## 論文等
- 青木昌治「セレン整流體の接觸電位差について」『応用物理』第18巻第10号、応用物理学会、1950年、352-353頁、doi:10.11470/oubutsu1932.18.352、ISSN 0369-8009、NAID 130003586311。
- 青木昌治「熱電冷却展望」『応用物理』第26巻第6号、応用物理学会、1957年、215-228頁、doi:10.11470/oubutsu1932.26.215、ISSN 0369-8009、NAID 130003587103。
- 青木昌治「太陽エネルギーの利用」『日本物理学会誌』第14巻第1号、日本物理学会、1959年、2-10頁、doi:10.11316/butsuri1946.14.2、ISSN 0029-0181、NAID 110002066550。
- 青木昌治「半導体の熱電現象とその応用」『東京大学工学部電気工学・電子工学彙報』第10号、東京大学工学部電気工学科、1962年3月、ISSN 05637929、NAID 40018128099。
- 青木昌治, 菅義夫「テルル化蒼鉛による熱電冷却:その5: 熱電物質」『応用物理』第29巻第6号、応用物理学会、1960年、363-370頁、doi:10.11470/oubutsu1932.29.363、ISSN 0369-8009、NAID 130003587452。
- 青木昌治「熱電発電の原理と応用」『日本機械学会誌』第68巻第557号、日本機械学会、1965年、805-811頁、doi:10.1299/jsmemag.68.557_805、ISSN 00214728、NAID 110002464034。